# Lund
Lund [lɵnd] ist eine Stadt in der südschwedischen Provinz Skåne län und der historischen Provinz Schonen.
Die sogenannte Studentenstadt (mehr als ein Drittel der Einwohner sind Studenten) ist die elftgrößte Stadt Schwedens und nach Malmö und Helsingborg die drittgrößte Stadt Schonens. Sie ist geprägt von zahlreichen Cafés, Parks und alten Backstein-Fassaden. Die Universitätsstadt gilt als kulturelles Zentrum des Südens und ist Hauptort der gleichnamigen Gemeinde. Sie gilt als die am schnellsten wachsende Stadt des Landes. Als eine der ältesten und bedeutendsten Städte des Mittelalters ist sie als Reichsinteresse eingestuft.

## Geographie
Lund liegt unweit des Öresunds etwa 17 km nordöstlich von Malmö und nur 60 km von der dänischen Hauptstadt Kopenhagen entfernt im äußersten Südwesten Schwedens, bei 55° 42' 10 nördlicher Breite und 13° 11' 35 östlicher Länge. Die Entfernungen zu einigen anderen schwedischen Städten sind dementsprechend groß. So ist Göteborg etwa 250 km, Stockholm 600 km und Umeå knapp 1200 km entfernt. Die Stadt gehört zur transnationalen Öresundregion und ist Teil der Großstadtregion Malmö (Groß-Malmö).
| Landskrona            | Kävlinge                                    | Eslöv        |
| Kopenhagen (Dänemark) | Kompassrose, die auf Nachbargemeinden zeigt | Södra Sandby |
| Malmö                 | Staffanstorp                                | Dalby        |

Lund liegt am nordwestlichen Ende des Romeleåsen, Schwedens südlichstem Horst, der sich 30 Kilometer in südöstliche Richtung bis nach Ystad erstreckt. Bedingt durch die Lage befindet sich Lunds höchster Punkt im Nordosten der Stadt, die stetig gen Südwesten abfällt.
Ein geringer Teil (1 Hektar) der Fläche des Ortes mit neun Einwohnern (2015) liegt auf dem Territorium der südlich benachbarten Gemeinde Staffanstorp.

## Klima

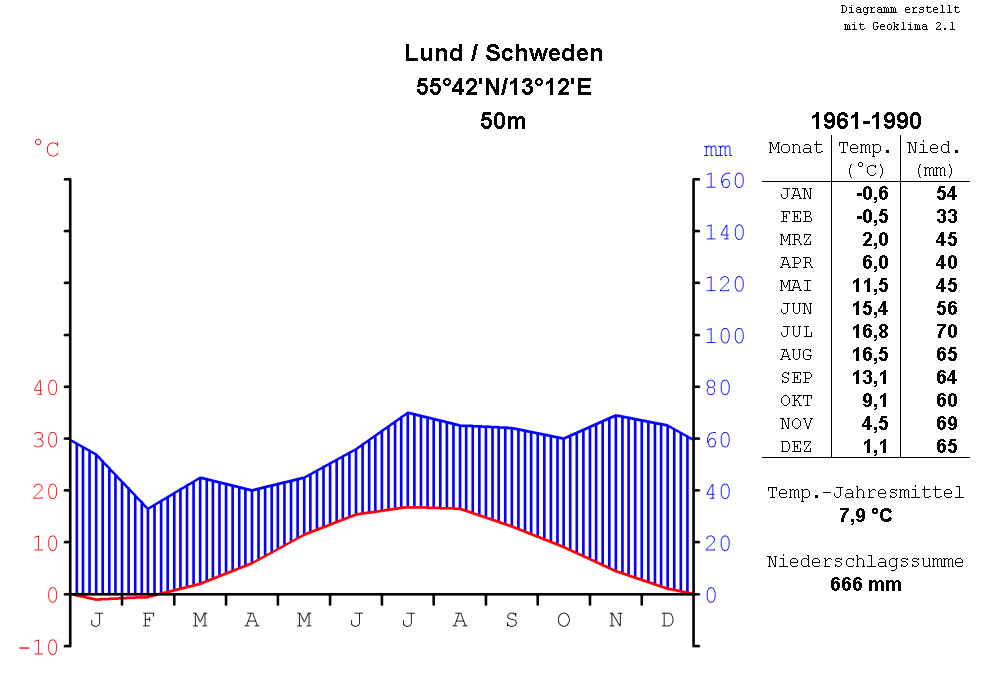
Klimadiagramm für Lund

In Lund herrscht feuchtkontinentales Klima. Durch die Nähe zum Öresund und die ungeschützte Lage auf der schonischen Halbinsel herrscht durchweg windiges Wetter mit Wind meist aus Süd bis Süd-West vor. Dies hat relativ geringe Temperaturschwankungen zur Folge. Die Winter sind zumeist nass, mit wenig bis keinem Schnee; im Sommer übersteigen die Temperaturen selten die 25-Grad-Marke. Die Jahresdurchschnittstemperatur liegt bei 7,9 Grad, der Jahresniederschlag beträgt 655 mm.

## Geschichte

### Etymologie
Es wird angenommen, dass der Name Lund vom altnordischen Wort lundr (dänisch und schwedisch lund) herrührt, was mit Gehölz, Hain oder kleine Waldung übersetzt werden kann. Die Anspielung auf ein „heiliges Weißdorn-Gehölz“ wird vermutet, das zwischen den Weilern Valkärra Torn und Östra Torn (heute zu Östra Torn-Mårtens Fälad), nördlich der heutigen Stadt Lund gelegen haben soll.

### Gründung und Frühgeschichte
Gegründet um 990 n. Chr. vom dänischen Wikingerkönig Sven Gabelbart, gilt Lund gleichauf mit Sigtuna als älteste Stadt Schwedens. Archäologische Funde bei Uppåkra weisen darauf hin, dass die Stadt nach ihrer Gründung, wahrscheinlich auf königliche Initiative hin, etwa fünf Kilometer nach Norden verschoben wurde. Die Funde geben Anlass zur Annahme, dass die Stadt schon vor der Verschiebung als Zentralort für das damalige Südwestschonen fungierte. Auch wird die Siedlung in der ältesten Geschichte des Nordens als eine durch Schifffahrt und Handel mächtige Stadt erwähnt.
Die neue Lage der Stadt war von strategischem Vorteil, da die bessere Sicht von Romeleåsen sowie Moor- und Sumpfböden längs des Flusses Höje å zusätzlichen Schutz gaben. Wie schon in Uppåkra verlief die wichtige Landstraße (Länsväg) in Nord-Süd-Richtung auch an Lund vorbei, aber Lund lag nun zusätzlich an der Landstraße in Ost-West-Richtung, und die Annahme liegt nahe, dass die Stadt dadurch neues Gewicht innerhalb Schonens erlangte. Die Gründung der Stadt kann deshalb in einer Reihe mit Versuchen gesehen werden, ein einheitlich-dänisches Königtum zu schaffen.

### Hoch- und Spätmittelalter

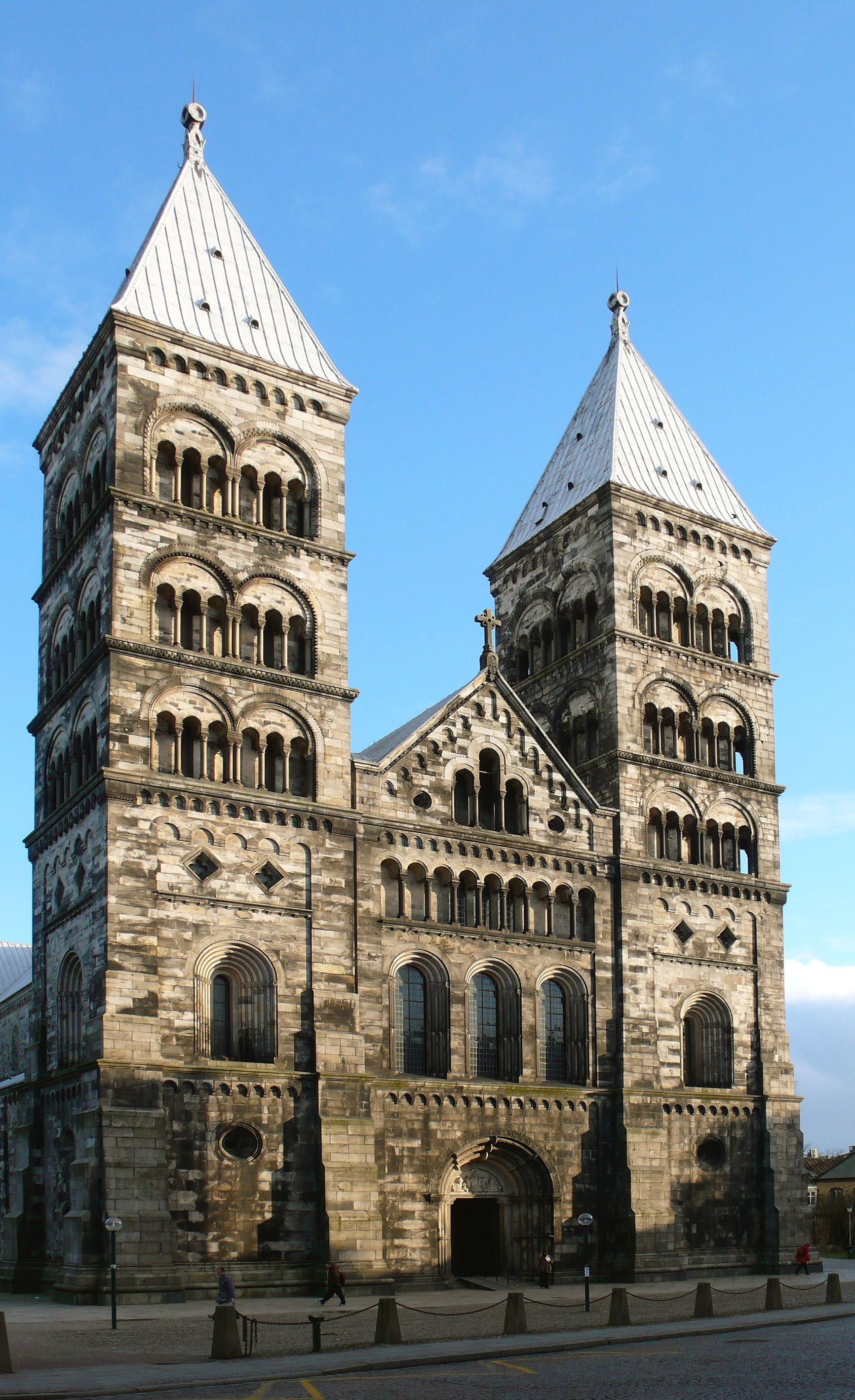
Dom zu Lund

Als der dänische König Sven Estridsson unter Mitwirkung von Adalbert von Bremen Dänemark um 1057/60 in neue Diözesen aufteilte, wurde Lund zum Bischofssitz als Suffragan des Erzbistums Bremen. 1066 wurde das Bistum Dalby unter Bischof Eigino in die Diözese Lund eingegliedert, wodurch es mit den Gebieten Bornholm und Halland die Grenzen der heutigen Diözese annahm.
Sven Estridssons Sohn Knut der Heilige gründete 1085 in Lund mit der Katedralskolan die älteste Schule Skandinaviens.
Im Jahr 1103 wurde mit dem Dom zu Lund der älteste Dom Skandinaviens begonnen, womit sich die Stellung Lunds weiter festigte und Dalby – wie vorher Uppåkra – an Bedeutung verlor. Ein Jahr später wurde Lund Erzbistum, zunächst für die Nordischen Länder und, nachdem Norwegen (1152) und Schweden (1164) unabhängige Erzbistümer geworden waren, auch von Dänemark. Der Erzbischof erhob bis zur Reformation Ansprüche auf die Suprematie über alle nordischen Prälaten. In diesen Zeiten war Lund die geistliche und in gewissem Sinn auch die weltliche Hauptstadt des dänischen Reichs (metropolis Daniae), dessen Münzen in Lund geprägt wurden und dessen Könige sich auf der St.-Liboriushöhe huldigen ließen.
Ihre größte Blütezeit erlebte die Stadt im 13. und 14. Jahrhundert als bedeutendste Stadt Dänemarks. Knut I. von Schweden feierte 1177 hier seine Hochzeit, 1202 wurde König Waldemar II. (der Sieger) in Lund gekrönt und 1409 die Hochzeit von Erich von Pommern mit Philippa, der Tochter Heinrichs IV. von England, gefeiert.

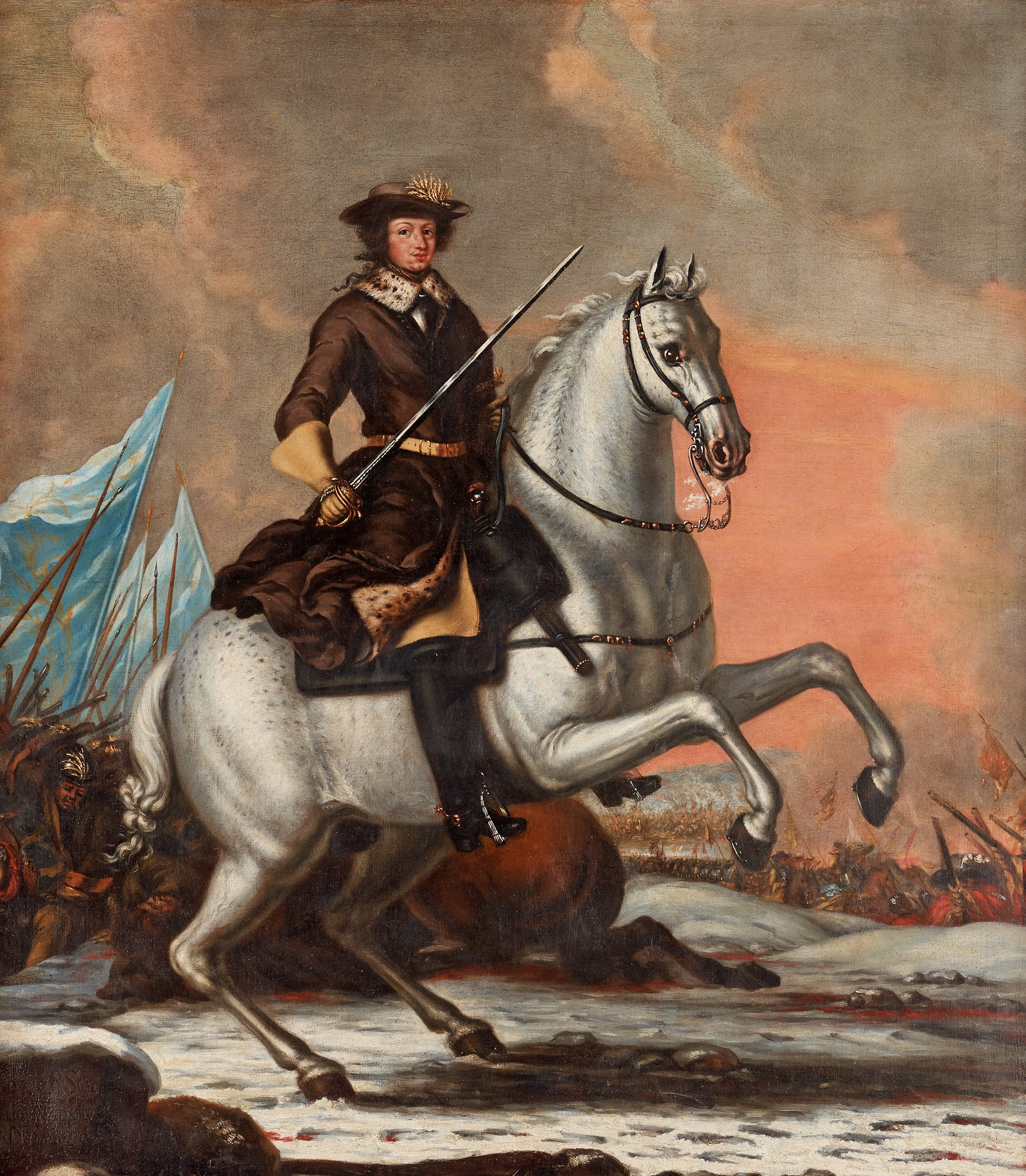
Karl XI. während der Schlacht bei Lund, Gemälde von David Klöcker Ehrenstrahl von 1682

In den Folgejahren blieb Lund eine der bedeutendsten Städte Dänemarks, verlor aber mit dem Aufstieg Malmös im 15. Jahrhundert an Bedeutung: Nachdem erst der Feldzug Karls VIII. von Schweden nach Schonen 1452 dem Wohlstand der Stadt einen schweren Schlag versetzt hatte, sank sie durch die Reformation und die damit einhergehende Trennung von Religion und Staat vollends in Verfall und Bedeutungslosigkeit. Mit Ausnahme des Doms und der Klosterkirche Sankt Peter wurden die übrigen Kirchen niedergerissen, die Häuser verfielen und Plätze blieben unbebaut.

### Frühe Neuzeit
Während des Zweiten Nordischen Krieges erklärte Dänemark im Juni 1657 Schweden den Krieg. Diese Auseinandersetzung endete im Frieden von Roskilde von 1658: Dänemark musste unter anderem seinen Besitz im heutigen Südschweden räumen, so wurde die Stadt im gleichen Jahr zusammen mit ganz Schonen an Schweden abgetreten.
Die folgenden Kriegsjahre unter Karl XI. mit dem Sieg der Schweden in der Schlacht bei Lund am 4. Dezember 1676 und unter Karl XII. mit dem Frieden zwischen Schweden und Dänemark am 6. Oktober 1679 beschleunigten den Abstieg der Stadt. Es dauerte lange, bis Lund – vor allem durch die 1666 gegründete Universität – wieder überregionale Bedeutung gewann.
Die Gründung der Universität hatte vor allem den Zweck, das ehemals dänische Gebiet nachhaltig an Schweden zu binden, was zumindest mittelfristig Auswirkungen auf die Stellung der ehemals wichtigen Stadt hatte. Denn ab dem Ende des 17. Jahrhunderts schien Lund, vor allem durch die Universität, zu altem Glanz zurückzugelangen: Samuel von Pufendorf veröffentlichte an ihr 1672 seine humanistisch-demokratische Universalethik.
 Kurzzeitig Regierungssitz 1716–18 
Gegen Ende des 17. und Anfang des 18. Jahrhunderts wurde Schweden von weiteren Kriegen heimgesucht, was die Lage in der Stadt erschwerte. 1703 und 1711 wüteten Brände, von 1712 bis 1713 die Beulenpest. Als zwischen dem 6. September 1716 und 11. Juni 1718 Karl XII. im Kungshuset residierte, wurde Schweden von Lund aus regiert. Zwei Feldzüge gegen Norwegen wurden geplant und vollzogen. In den letzten Jahren des Großen Nordischen Krieges kamen Diplomaten aus ganz Europa nach Lund, die Stadt erreichte neue politische Bedeutung.

### Industrialisierung

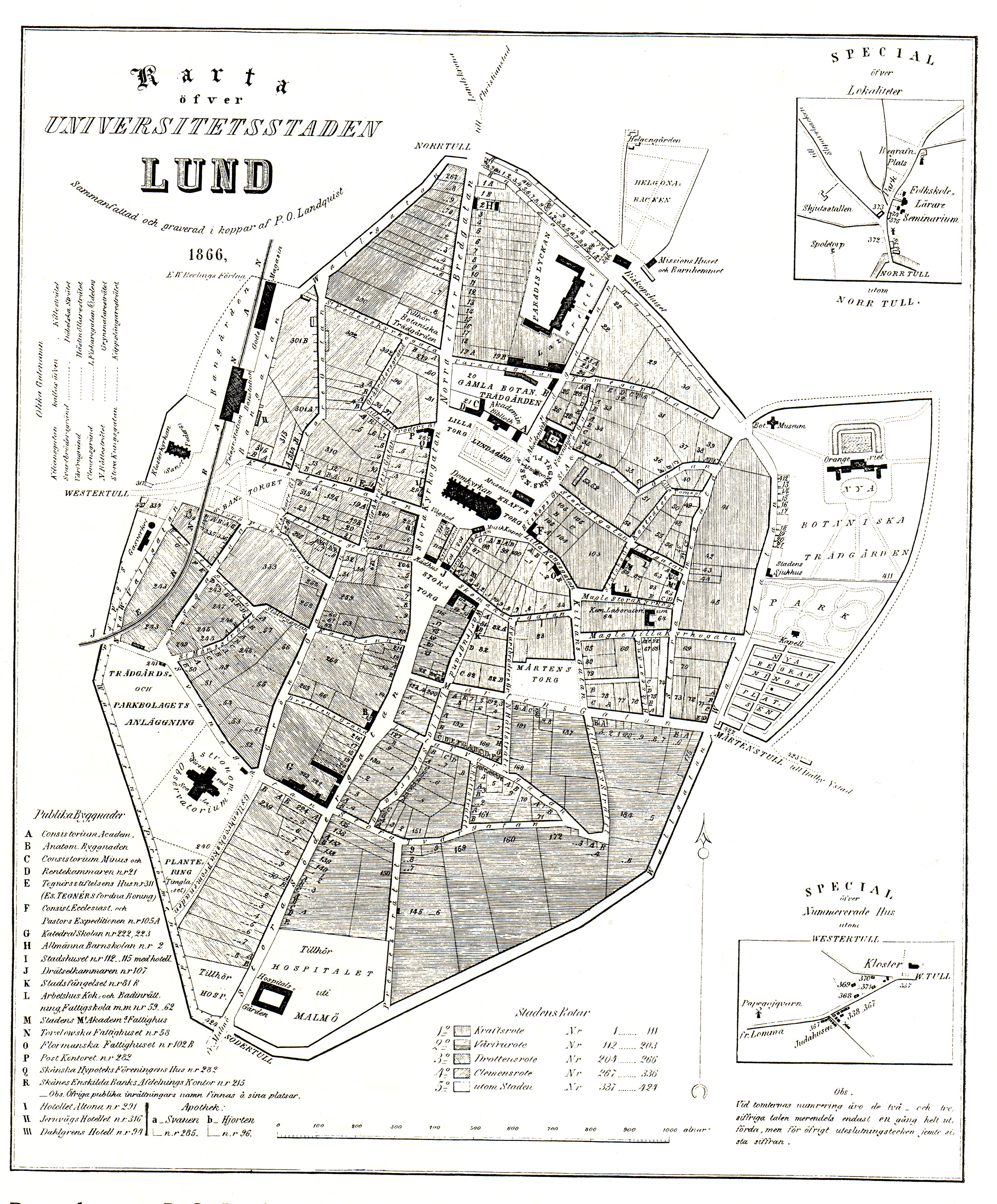
Karte von 1866

Die Industrielle Revolution und die darauf folgende Urbanisierung erreichten die Stadt mit der Eröffnung des ersten Teilstücks der Södra stambanan von Malmö nach Lund im Jahre 1856. Dennoch wurde Lund, anders als andere Städte in Schweden, nicht übermäßig industrialisiert, der Lage an der Eisenbahn zum Trotz. Denn ein Großteil der Industrie sammelte sich vorerst in Malmö, und auch die alten Handelsrouten, die nun allmählich durch Eisenbahnstrecken ersetzt wurden, hatten nun Malmö als Endstation. Weitere Faktoren, die zur schwachen Industrialisierung beitrugen, waren die Dominanz der Universität und der Kirche. Da diese Institutionen seit jeher eine große Rolle gespielt hatten, verzichtete man auf eine breite Ansiedlung von Industrie. Dennoch wurde mit dem Bau weiterer Eisenbahnlinien begonnen, wie etwa mit der nach Trelleborg (1877), nach Bjärred (1901) und der heutigen Västkustbana nach Göteborg (1888), ursprünglich eine Nebenstrecke nach Kävlinge.
Auch die Universität erlebte einen neuen Aufschwung: Neue Fakultäten wurden gegründet und neue Gebäude, wie das Hauptverwaltungsgebäude, wurden errichtet. Anfang des 19. Jahrhunderts wohnten und arbeiteten berühmte Persönlichkeiten wie etwa Esaias Tegnér, Carl Adolph Agardh oder Pehr Henrik Ling in der Stadt.

### Nach 1945
Nach dem Ende des Zweiten Weltkriegs erlebte die Stadt ein starkes Bevölkerungswachstum; so lebten bereits 1950 etwa 35.000 Menschen in Lund. Frühere Ackerlandflächen wie Norra Fäladen, Östra Torn-Mårtens Fälad und Klostergården wurden zu neuen Stadtteilen erschlossen. 1951 wurde der Neubau für das 1768 gegründete Universitätskrankenhaus Lund eröffnet. Auch die Lehrangebote an der Universität wurden weiter ausgebaut und 1961 die Technische Hochschule Lund (Lunds tekniska högskola, LTH) gegründet. 1983 begann man mit dem Bau von Schwedens erstem Gewerbegebiet Ideon, heute ein Firmenpark vor allem für Informations- und Biotechnologiefirmen.

## Stadtbild

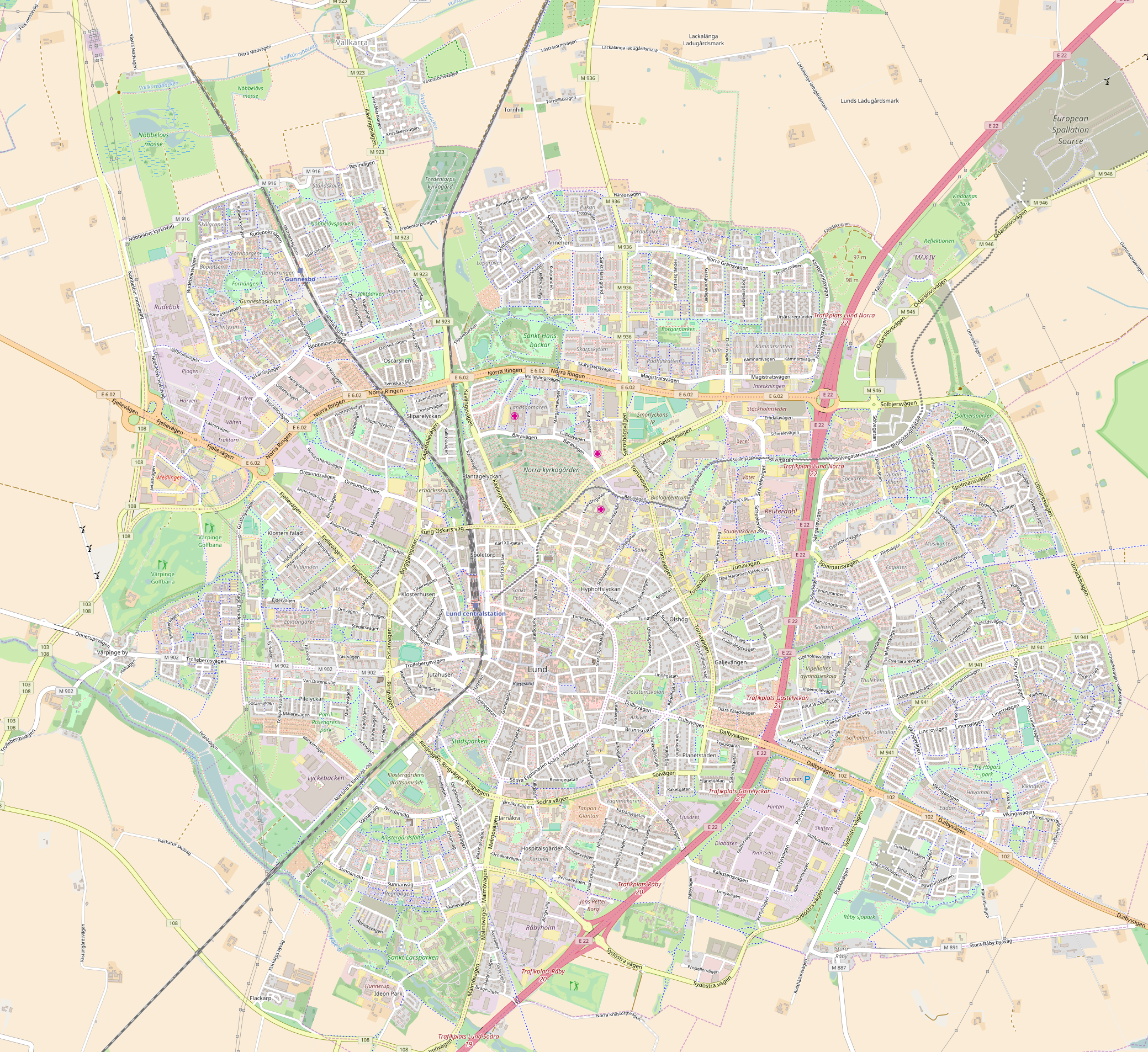
Plan der Stadt Lund

Als Lund im 12. und 13. Jahrhundert Sitz des Erzbischofs war, entstanden in und außerhalb der Stadt viele Kirchengebäude. Zeitweilig gab es 27 Kirchen und Klöster in Lund. Im Laufe der Reformation wurde jedoch ein Großteil der religiösen Gebäude abgerissen. Der mittelalterliche Stadtkern wird noch durch die Struktur des Straßennetzes am deutlichsten, die sich bis in die heutige Zeit bewahrt und, im Ganzen gesehen, die Form eines menschlichen Herzes hat, was typisch für den Städtebau im Mittelalter ist. Die Straßen des Innenstadtbezirks Centrum bestehen außerdem ausschließlich aus Kopfsteinpflaster, welches trotz des regen Busverkehrs nicht durch gewöhnlichen Asphalt ersetzt, sondern beständig erneuert wird. Weiteres Merkmal sind eine Anzahl mittelalterlicher Gebäude, wie etwa der Dom, das Königshaus (Kungshuset), Krognoshuset und die Kathedralsschule aus dem Jahr 1085. 1224 wurde das Gebiet um Lund der Fürstenfamilie Riebenstein übergeben und 1345 der Bau von Schloss Vinstokar in Auftrag gegeben. 1405 wurde der Bau nach 60 Jahren vollendet. Bei einem Großbrand 1756 brannte das Schloss Vinstokar bis auf die Grundmauern nieder und das übriggebliebene Fundament wurde einige Jahre später abgetragen und mitsamt dem englischen Landschaftsgarten zu Ackerland umfunktioniert.
Bis ins 18. Jahrhundert war auch der Bau von Fachwerkhäusern nicht ungewöhnlich, was den Einfluss etwa aus Norddeutschland deutlich macht. Die Mehrzahl der heutigen Häuser stammt aus ebendieser Zeit. Gegen Ende des 18. Jahrhunderts wurden viele alte Häuser erweitert oder durch mehrstöckige Gebäude ersetzt, so etwa das Hauptgebäude der Kathedralsschule oder das Grand Hotel. Von 1902 bis 1907 wurde der Neubau der Universitätsbibliothek auf dem Helgonabacken errichtet. Andere Universitätsgebäude kamen im Universitätsviertel dazu. Gerade in der Innenstadt, aber auch in und um das Universitätsgelände, bestehen weiterhin viele Backstein-Fassaden.

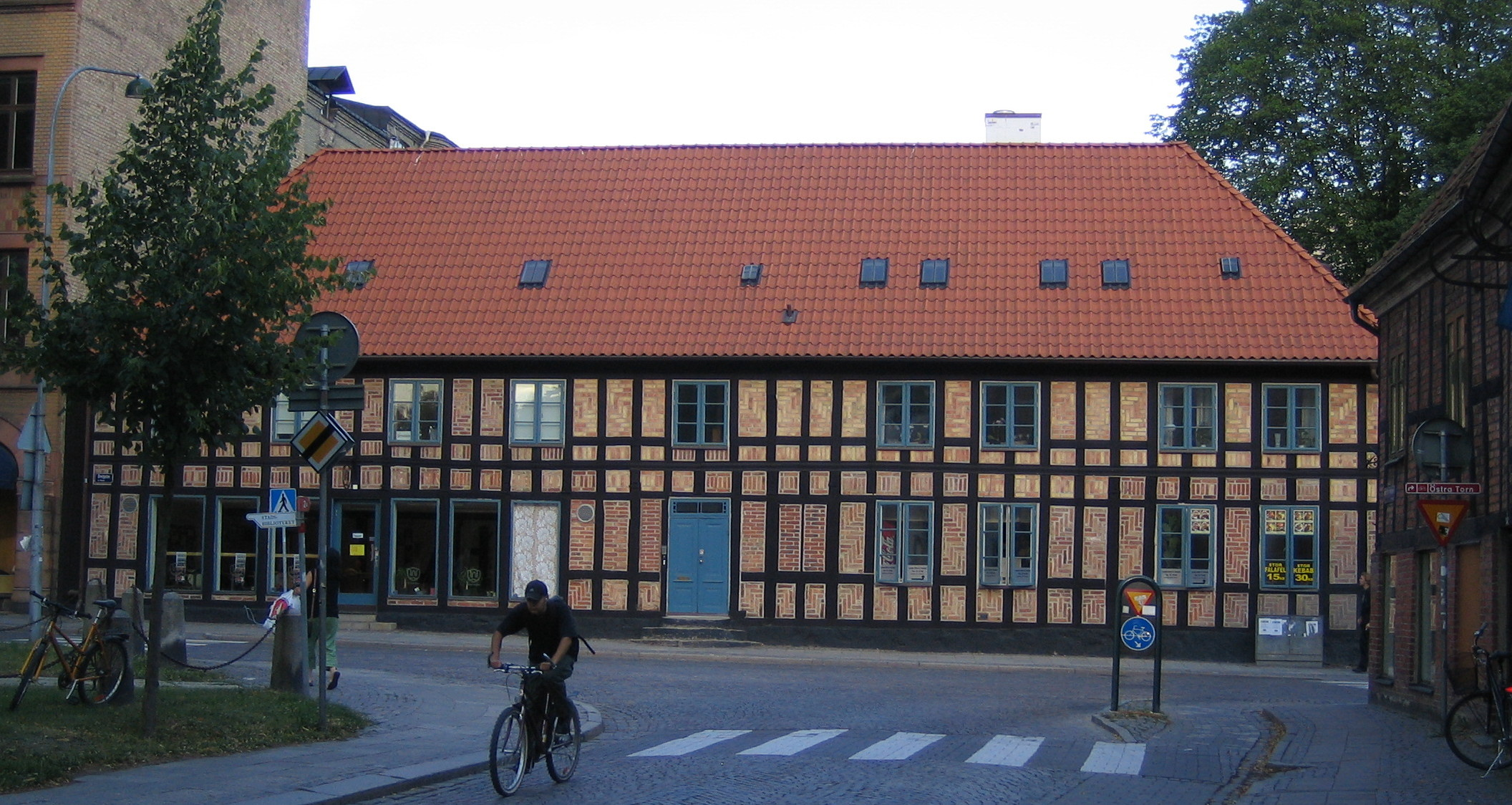
Renoviertes Fachwerkhaus Wickmanska gården, eines der ältesten in Lund

In den 1960er-Jahren bestand der Plan des Genombrottet, des Durchbruchs einer vierspurigen Straße direkt durch den Stadtkern. Dieser Plan wurde vor allem von den bürgerlichen Parteien unterstützt, jedoch ließ man in den späteren Jahren davon ab und beschloss 1968, das Projekt zu stoppen. An einigen der Stellen, wo mit dem Abriss begonnen worden war, findet man noch heute größere Brachflächen. Auch die Verlagerung von Einkaufszentren an die Peripherie der Stadt wurde lange Zeit abgelehnt. So entstand Nova Lund, die erste und bisher einzige derartige Einrichtung, erst 2002.
Außerhalb des Zentrums (Centrala staden) ist Lund durch Gebäude der Universität und der Technischen Hochschule, sowie von Häusern mit Vorortscharakter geprägt. Ältere Wohngebäude bestehen unter anderem in den Stadtteilen Värpinge und Östra Torn-Mårtens Fälad.

### Stadtgliederung
Lund gliedert sich in 14 administrative Stadtteile: Centrala staden, Gunnesbo, Järnåkra-Nilstorp, Klostergården, Kobjer, Linero, Möllevången, Norra Fäladen, Nöbbelöv, Östra Torn-Mårtens Fälad, Tuna, Vallkärratorn-Stångby, Värpinge und Väster.

### Plätze
Wichtigster Platz und Mittelpunkt der Stadt ist Stortorget südlich des Doms. Dieser wird durch das Rathaus (Rådhuset) sowie einige Geschäfte und Cafés beherrscht. Am Platz vorbei führt Kyrkogatan. Rechts des Rathauses schließt sich das Gebäude der Stadthalle (Stadshallen) an, in der sich neben einem Konzertsaal Sitzungssäle befinden, die für Sitzungen des Stadtrats genutzt werden.
Der Platz Mårtenstorget ist ein alter Handelsplatz, auf dem regelmäßig Märkte abgehalten werden. Er liegt etwa 200 m südöstlich vom Rathaus. Des Weiteren dient der Platz als Abstellfläche für PKWs. Weitere Plätze sind Botulfsplatsen zwischen Stortorget und Mårtenstorget, Clemenstorget nördlich des Bahnhofs, Bantorget mit dem Grand Hotel sowie Knut den Stores torg und Krafts torg.

### Parks
In Lund gibt es mehrere Parks, wobei der Lundagård der zentrale ist. Der Park mit dichtem altem Baumbestand liegt zwischen dem Dom im Süden und der Universität im Norden, wo der Universitätsplatz eine natürliche Fortsetzung bildet. Im Westen wird er von der Kyrkogatan, der alten Hauptstraße Lunds, begrenzt. Im Osten grenzt er an den Tegnérsplatsen und den Krafts torg. Die Geschichte des Parks hängt eng mit der der Stadt zusammen. In ihm wurde um 1000 n. Chr. ein Park für den dänischen König angelegt. Der Park, damals noch von einer Mauer umgeben, beherbergte die Residenz des Bischofs (Kungshuset), die königliche Münzprägeanstalt sowie mehrere Wirtschaftshäuser.
Durch die geographische Nähe zu wichtigen Universitätsgebäuden wie dem Hauptgebäude und dem Gebäude der Akademischen Vereinigung (AF-Borgen) kann der Park gleichwohl als akademisches Zentrum der Stadt bezeichnet werden. In ihm findet seit 1849 alle vier Jahre der Lundakarnevalen statt, ein bedeutender studentischer Brauch mit Festumzügen.
Der Stadtpark (Stadsparken) liegt südwestlich des Stadtkerns. Er wurde zwischen 1909 und 1911 um den Högevall, einen Stadtwall aus dem Mittelalter, herum angelegt. Im Park, der bei schönem Wetter von der Bevölkerung stark frequentiert wird, befinden sich mehrere Skulpturen verschiedener Künstler. Der Stadtpark ist seit Juni 2011 Mitglied im European Garden Heritage Network – EGHN.
Der Botanische Garten (Botaniska trädgården) ist der dritte Park im Stadtgebiet. Er wurde zu Beginn des 18. Jahrhunderts angelegt und beherbergt heute tausende verschiedene Pflanzenarten sowie mehrere Gebäude, die von der Universität genutzt werden. Darunter befindet sich ein Gewächshaus mit neun Klimazonen.
Im Süden der Stadt befindet sich mit dem Sankt-Lars-Park ein Park im Bereich des ehemaligen als psychiatrische Klinik genutzten Sankt-Lars-Krankenhauses.

## Einwohnerentwicklung
| Jahr | Einwohnerzahl |
| ---- | ------------- |
| 1570 | 817           |
| 1610 | 1.145         |
| 1650 | 1.535         |
| 1690 | 1.251         |
| 1730 | 1.530         |
| 1770 | 2.078         |
| 1810 | 3.100         |
| 1850 | 6.709         |
| 1890 | 15.023        |
| 1930 | 24.520        |
| 1950 | 34.039        |
| 1970 | 52.359        |
| 1995 | 71.450        |
| 2005 | 76.188        |
| 2010 | 82.800        |
| 2020 | 94.393        |

Gegen Ende des 17. Jahrhunderts nahm die Bevölkerung in der kirchlich geprägten Stadt im Zuge der Reformation und der Säkularisierung zunehmend ab. Die Stadt sollte sich bis ins 19. Jahrhundert nicht davon erholen. Auch die Gründung der Universität im Jahre 1666 sorgte mittelfristig nicht für den erhofften Bevölkerungszuwachs. Esaias Tegnér bezeichnete Lund um 1800 als „akademisches Bauerndorf“.
Erst ab Mitte des 19. Jahrhunderts fanden starke demographische Veränderungen statt. Begründet vor allem durch die Ansiedlung von Industriebetrieben und Gewerbe, entwickelte sich die Stadt zu einem kommerziellen und finanziellen Zentrum für die umliegenden Orte und die Region. Große Bedeutung hatte die Einweihung der Södra stambanan 1856, einer Eisenbahnlinie von Malmö über Nässjö nach Falköping. Die bessere Anbindung sorgte für überdurchschnittlichen Bevölkerungszuwachs in jener Zeit. Ab dem 20. Jahrhundert sorgte vor allem der Ausbau der Universität sowie des Gesundheitssektors für Zuwächse.

## Politik

### Prinzip
Die verwaltende Instanz der Stadt ist die Gemeinde Lund (Lunds kommun). Ihr Gebiet erstreckt sich jedoch über die Grenzen der eigentlichen Stadt in siedlungsgeographischem Verständnis (tätort) hinaus und schließt außerhalb gelegene Ortschaften mit ein. Lund ist Hauptort (centralort) der Gemeinde und damit Sitz der kommunalen Verwaltung.
Während der Wahlperiode 2006–2010 wurden die Stadt und die Gemeinde von einer bürgerlichen Mehrheit aus Konservativen, Liberalen und Zentrum regiert (kommunfullmäktige).

### Wappen

Gültiges historisches Wappen

Das Wappen der Stadt wird seit Mitte des 14. Jahrhunderts verwendet. Die Blasonierung spricht von einem silbernen Schild, darin eine auf grünem Grund stehende, rote Mauer mit Zinnen und einem Turm. Darauf, und jeweils an beiden Seiten, ein weiterer Turm. Entgegen der Blasonierung, wird das Wappen im heutigen Gebrauch mit einer goldenen, geschwungenen Mauerkrone gezeigt, wie etwa beim Wappen der Stadt Helsingborg. Diese Krone soll das freie Bürgertum versinnbildlichen.
Was genau das Wappen darstellt, ist nicht gänzlich zu bestimmen. Es könnte sich um ein Kirchengebäude handeln, dafür spricht die kreuzähnliche Aussparung in der Mitte des Hauptturms. Durch die befestigten Mauern und Türme scheint jedoch auch eine Burg möglich.
Das Wappen wurde 1913 in dieser Form von König Gustav V. festgestellt. Seit 1971 wird es von der Gemeinde Lund verwendet.

## Verkehr

### Fernstraßen
Durch Lund führt seit 1953, von Malmö kommend, die Europastraße 22, Schwedens älteste Autobahn (schwedisch motorväg). Des Weiteren existieren Anbindungen an alle wichtigen Fernstraßen, wie etwa der Riksväg 16, der Lund an die Europastraße 6 anbindet, sowie der Länsväg 108 mit Anbindung an die E 65.

### Eisenbahn und ÖPNV

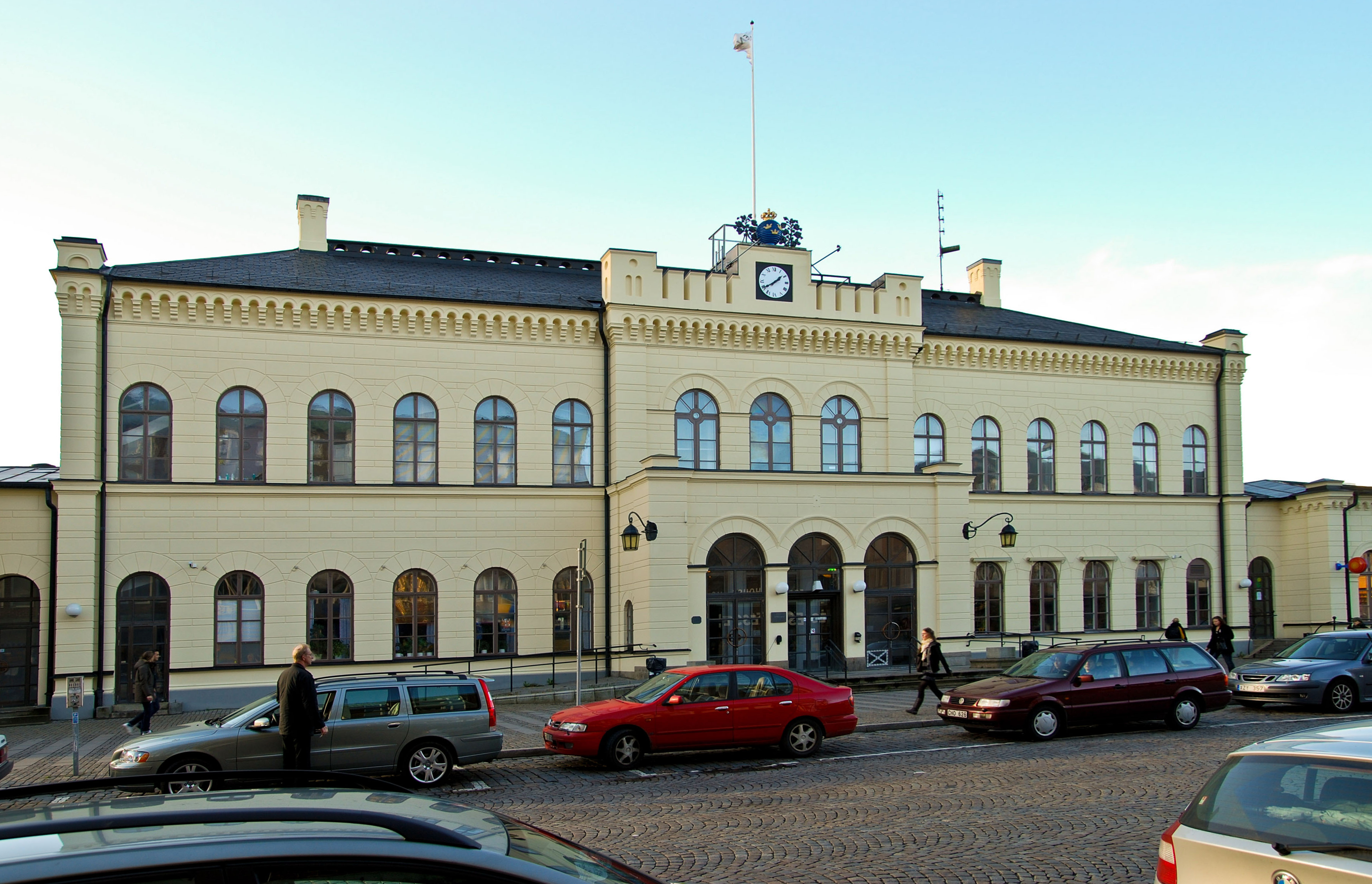
Der Hauptbahnhof, Lund C

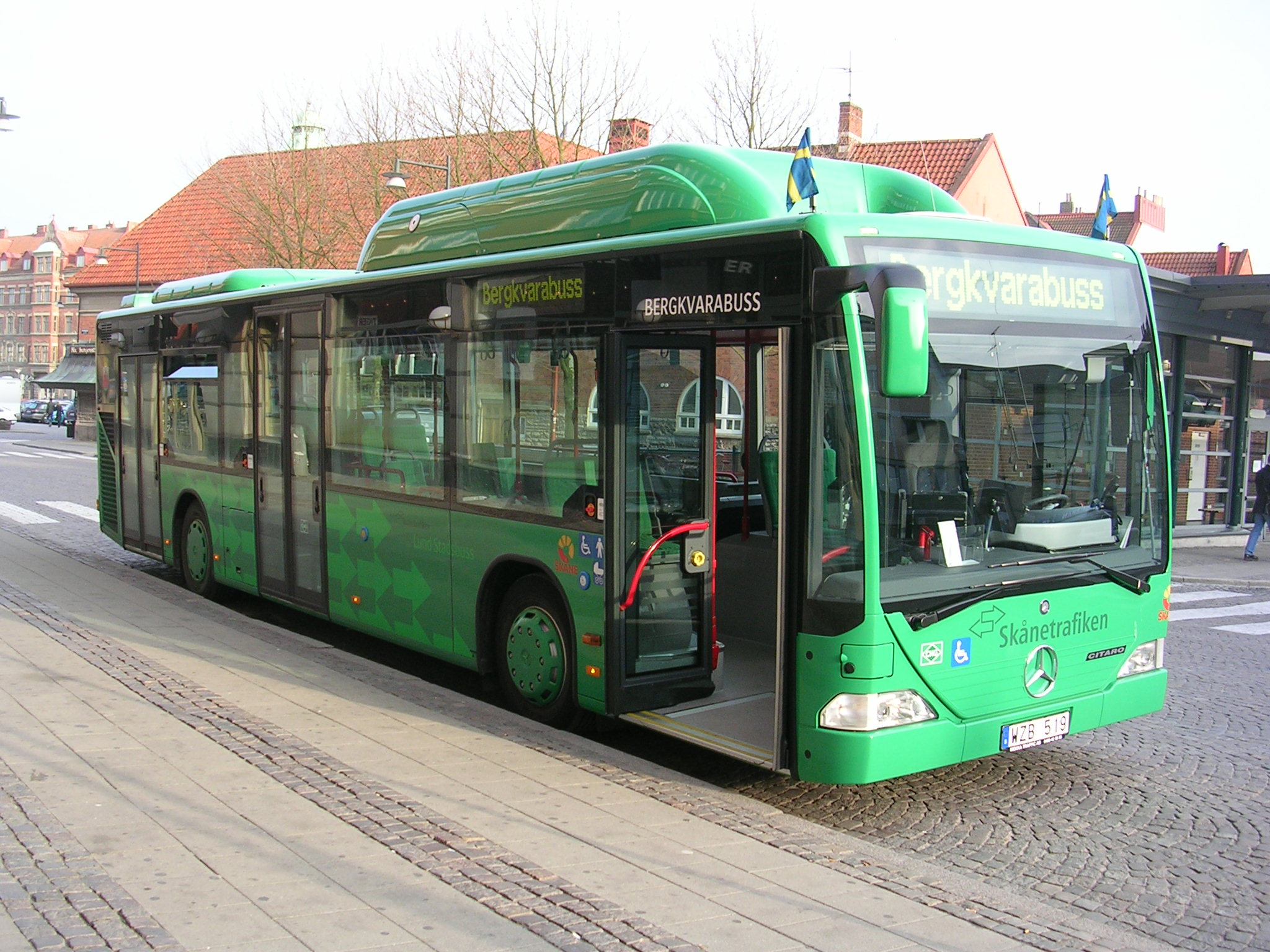
Bus der Lund Stadsbuss

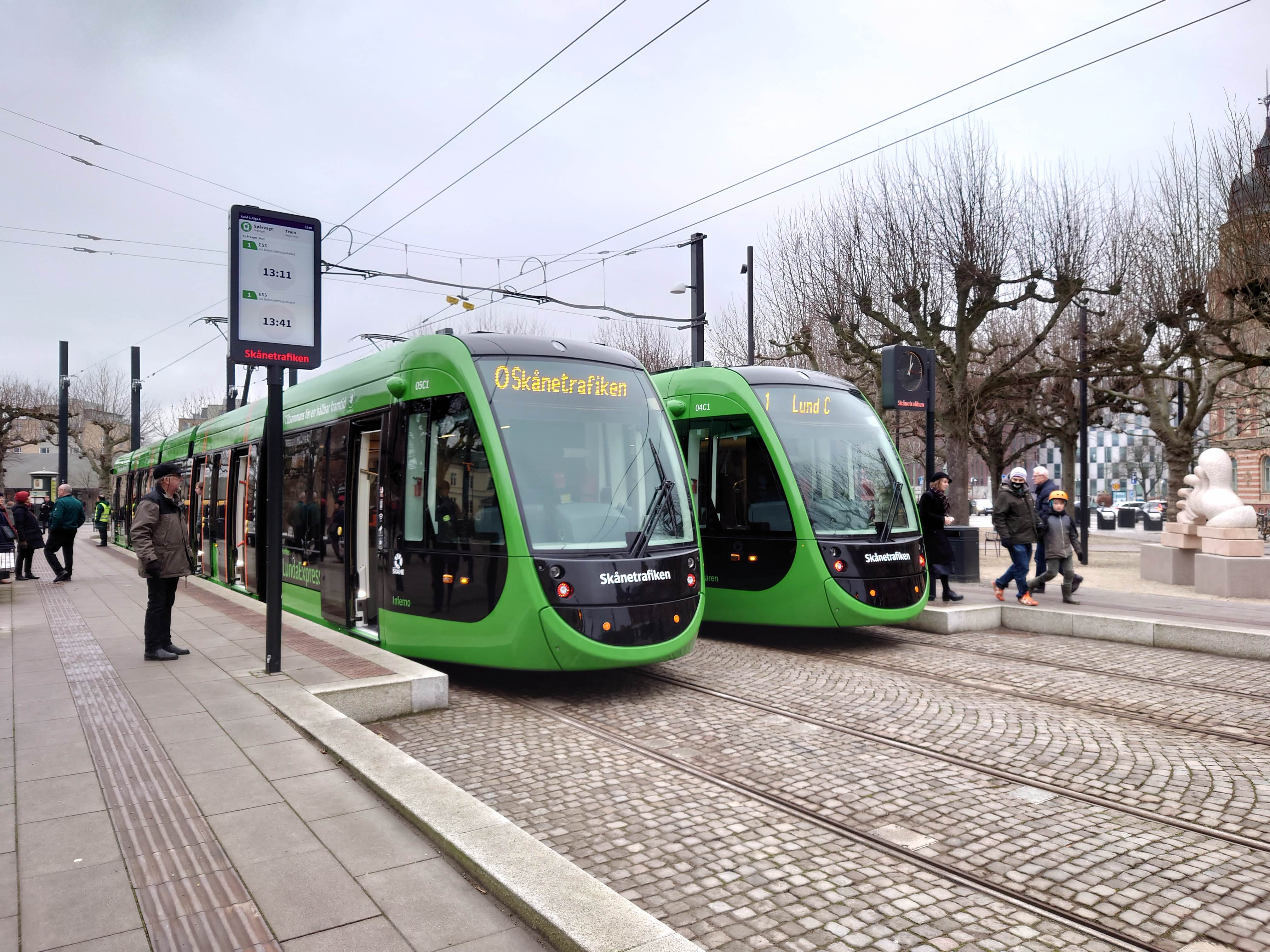
Straßenbahnen in Clemenstorget am ersten Verkehrstag 13. Dezember 2020

Seit 1856 besteht die wichtige Zugverbindung in Richtung Malmö (Teil der Södra stambanan), die heute mit der Öresundverbindung über die Öresundbrücke weiter nach Kopenhagen und nach Helsingør führt. Bedient wird diese, wie auch die Strecken København Østerport – Kalmar, København Østerport – Göteborg und København Østerport – Karlskrona, durch den Öresundståg, welcher von den südschwedischen Verkehrsverbünden Blekingetrafiken, Hallandstrafiken, Länstrafiken Kronoberg, Kalmar Läns Trafik, Skånetrafiken und Västtrafik sowie dem dänischen Trafikstyrelsen gemeinsam organisiert wird.
Des Weiteren verkehrt der sogenannte Pågatåg als Lokalzug sowie Fernverkehrs- und Regionalzüge der staatlichen Eisenbahngesellschaft SJ nach Göteborg und Stockholm. Da sich die Eisenbahnlinien der Västkustbanan sowie der Södra stambanan in Lund kreuzen, ist es möglich die drei größten Städte Schwedens (Stockholm, Göteborg und Malmö) zu erreichen, ohne umsteigen zu müssen.
Ein Bestandteil des ÖPNVs ist das Busnetz von Lunds stadsbuss (betrieben von Kelios) mit etwa 400 Bushaltestellen im Stadtgebiet. Innerhalb der Stadt werden die elf Stammlinien von umweltfreundlichen, elektrisch angetriebenen Niederflurbussen
vom Typ MAN Lion’s City bedient. Außerdem besteht innerhalb des Verkehrsverbunds Skånetrafiken umfangreicher regionaler Busverkehr in viele Städte Schonens, so etwa auch nach Malmö.
Mitte Dezember 2015 beschloss der Gemeinderat den Bau einer Straßenbahn mit einer rund 5,5 Kilometer langen Strecke vom Bahnhof Lund C zum Science Village im Nordosten der Stadt. Die Betriebsaufnahme erfolgte am 13. Dezember 2020. Zwei weitere Linien sind mittelfristig geplant.

### Flugverkehr
Lund liegt unweit des Flughafens Malmö, der vor allem für innerschwedische Flüge von großer Bedeutung ist. Daneben ist vor allem die Nähe zum weit größeren Flughafen Kopenhagen-Kastrup von großer Wichtigkeit. Dieser ist in 35 min mit dem Öresundståg zu erreichen, während der Flughafen Malmö durch den Flygbuss (Bogdan Bus Flygbuss keine Malmö C-Malmö Airport) an den ÖPNV angebunden ist. Daneben existiert in ungefähr zwei Kilometern Entfernung von Lund der Flugplatz Hasslanda, der aber ausschließlich für Sportflüge genutzt wird.

### Radverkehr
Wie in jeder mittelgroßen Universitätsstadt ist auch in Lund das Fahrrad das wichtigste Verkehrsmittel. Etwa 22.000 Fahrradfahrer passieren die Innenstadt pro Tag, 90 % der Einwohner haben Zugang zu einem Fahrrad. Die Gemeinde als verwaltende Instanz fördert den Ausbau des Wegenetzes und die Erhöhung der Sicherheit mit etwa 80 Mio. SEK seit 1998. Am Bahnhof Lund C besteht seit 1996 mit Lundahoj ein Fahrradreisezentrum mit 780 überdachten und bewachten Fahrradstellplätzen und einem Fahrradverleih. Das Projekt wird durch staatliche Zuschüsse finanziert, mit Förderung durch INTERREG III B des Europäischen Fonds für regionale Entwicklung (EFRE).

## Sehenswürdigkeiten und Kultur
Lund ist dank seiner Lage Ausgangspunkt für Ausflüge durch Schonen sowie für Tagesausflüge nach Malmö oder Kopenhagen. Weithin sichtbares Wahrzeichen der Stadt ist der romanische Dom zu Lund (domkyrkan). Eine Besonderheit stellen die zahlreichen Wassertürme dar, unter denen der Gamla Vattentornet mit etwa 75 m Höhe der größte ist.
Kulturell bietet die Stadt für ihre Größe mehrere Theater, Kinos sowie unzählige Cafés, in denen Lesungen oder Filmvorführungen stattfinden. Des Weiteren erwähnenswert sind das Kunstmuseum Skissernas museum (Museum der Skizzen), die Kunsthalle Lund, das Historische Museum der Universität Lund, das Freilichtmuseum Kulturen sowie die Mejeriet (Molkerei), ein Kulturhaus, in dem Konzerte stattfinden. Die Stadt Lund bewarb sich als Europäische Kulturhauptstadt 2014, unterlag jedoch Umeå in der Endauswahl. Der Lunder Kammerchor ist einer der Repräsentationschöre des Doms zu Lund.

## Bildung und Wissenschaft

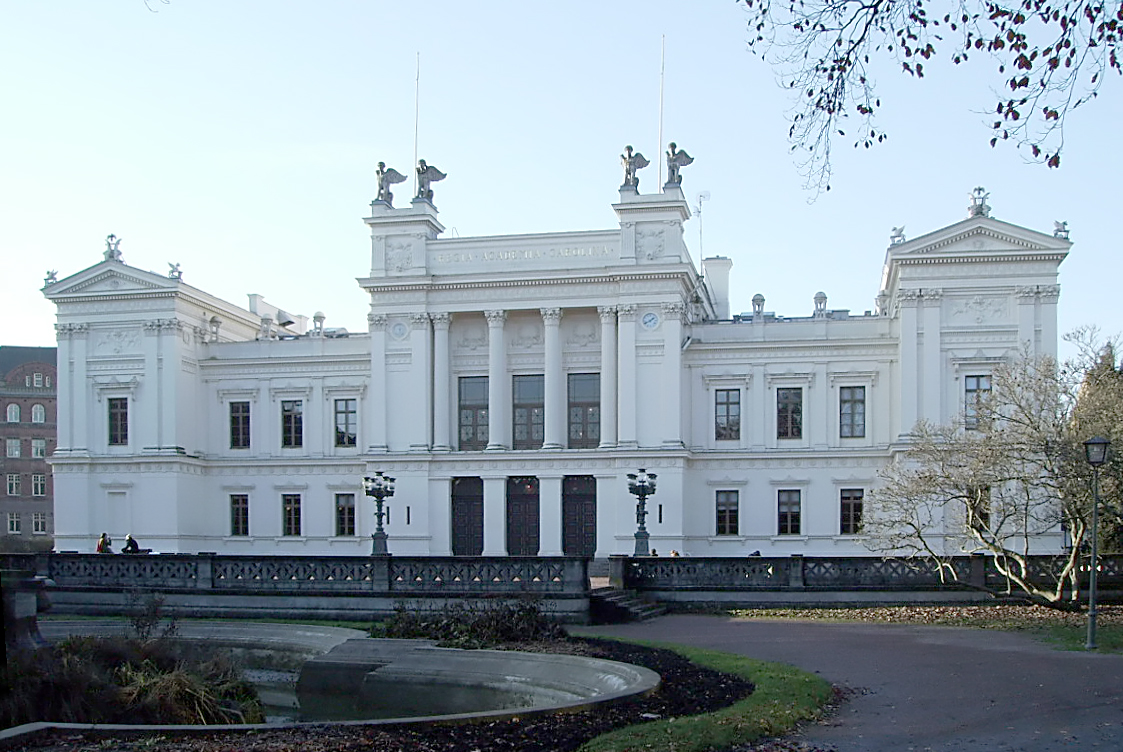
Hauptgebäude der Universität

Die Universität Lund ist heute mit rund 35.000 Studenten eine der größten Universitäten Skandinaviens und ist die viertälteste schwedische Universitätsgründung nach den Universitäten in Uppsala (gegründet 1477) und Tartu (gegründet 1632 im heutigen Estland) sowie der Königlichen Akademie zu Åbo (gegründet 1640), welche später zur Universität Helsinki wurde. Zwischen 1425 und 1536 bestand mit dem Studium generale in Lund ein Universitätsvorläufer. Die heutige Universität wurde jedoch erst im Jahr 1666 gegründet im Bestreben, die ehemals dänische Provinz Schonen zu verschwedischen.

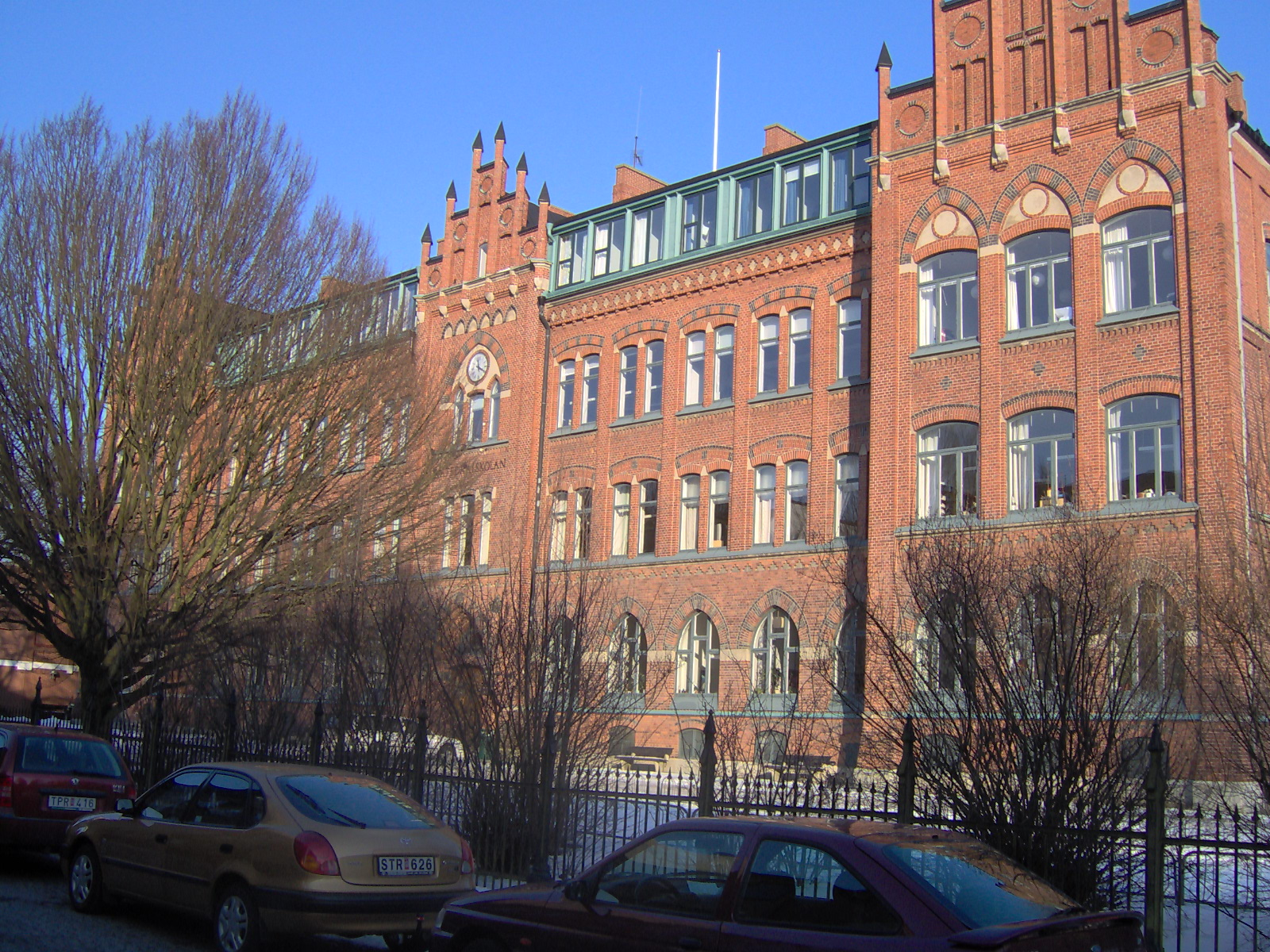
Die 1085 gegründete Katedralskolan in Lund ist die älteste Lehranstalt Skandinaviens.

Wichtige Fakultäten sind die medizinische Fakultät mit dem Universitätskrankenhaus sowie die naturwissenschaftliche Fakultät und die technische Fakultät. Die Universität beherbergt auch die nationale Synchrotronstrahlungsquelle MAX-lab (MAX-I, II, III, errichtet 1986, 1997 bzw. 2008), die 2015 geschlossen wurden und abgebaut werden. Im Juni 2016 soll stattdessen die außerhalb von Lund liegende neue Synchrotronstrahlungsquelle MAX IV in Betrieb genommen werden, 2019 folgt in direkter Nachbarschaft die Europäische Spallationsquelle (ESS).
2023 hat Anne L’Huillier als erste Person der Universität Lund einen Nobelpreis erhalten. Sie erhielt den Nobelpreis für Physik für ihre Forschung im Bereich der Kurzzeitphysik.
Mit dem Familienarchiv von Alfred Nobel, das im Landesarchiv Lund verwahrt wird, besteht eines von sechs Weltdokumentenerben Schwedens in Lund. Das Landesarchiv, eines von fünf Landesarchiven in Schweden, verwahrt unter anderem eine umfangreiche Sammlung dänischer Schriften aus der Zeit vor dem Frieden von Lund.

## Wirtschaft

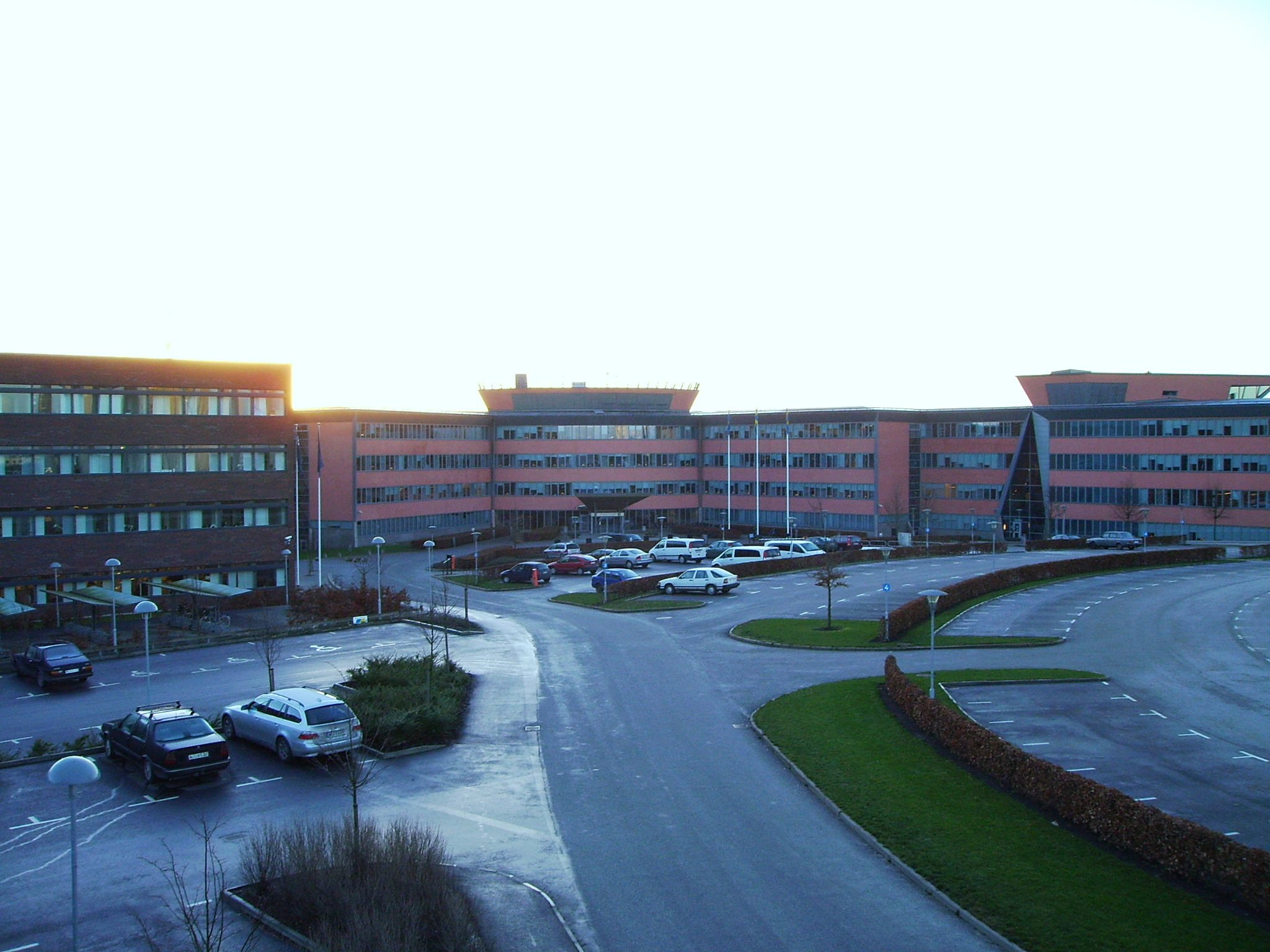
Sony Ericsson in Lund

1951 wurde in Lund die Tetra Pak AB gegründet, deren Stammwerk sich noch immer hier befindet. Alfa Laval, ein weiteres bedeutendes Unternehmen das in Lund ansässig ist, gehörte zwischen 1991 und 2000 zur Tetra Pak Gruppe, wurde aber inzwischen wieder teilweise ausgegliedert. Das Medizintechnikunternehmen Gambro hat seinen Sitz ebenfalls in Lund. Darüber hinaus hat die Firma Sony Mobile ihren Hauptstandort in der Stadt.
1983 wurde mit dem Wissenschaftspark IDEON die erste Einrichtung dieser Art in Skandinavien gegründet. Auf heute etwa 100.000 m2 siedeln sich vor allem kleine und mittelständische Betriebe aus den Bereichen IT, Biotechnologie und Hochtechnologie im Stadtteil Tuna an. Es wird dabei eng mit der Universität Lund, vor allem mit der Technischen Hochschule (LTH) zusammengearbeitet. Nennenswerte Unternehmen sind beispielsweise Deloitte, Skandia oder QlikTech.

## Medien
In Lund wurden in früheren Tagen zwei Tageszeitungen herausgegeben: Lunds Dagblad und Folkets Tidning. Beide existieren nicht mehr. Aktuell größte Zeitung ist die Malmöer Sydsvenskan, das Skånska Dagbladet hat eine Redaktion in Lund. Seit 15 Jahren existiert die Zeitung Lundaliv, welche über Neuigkeiten und Trends aus Lund informiert. Des Weiteren findet die Gratiszeitung metro großen Absatz. Im lokalen Fernsehen wird der Studentenkanal Steve ausgestrahlt, mit Radio AF existiert auch im Hörfunk ein Studentensender.

## Sport
Lund kann als Handballstadt bezeichnet werden. Allein zwei Vereine aus der Stadt spielen in der ersten Liga: H 43 Lund und LUGI HF, Letzterer wurde 1980 Schwedischer Meister. Seit 1978 wird mit Lundaspelen das nach eigenen Angaben größte Jugendhandballturnier der Welt veranstaltet. Lund war Austragungsort der Handball-Weltmeisterschaft der Herren 2011.
Die Fußballmannschaft des Lunds BK spielt in der Division 1, der dritten Liga Schwedens. Bekannte Spieler wie Martin Dahlin und Roger Ljung spielten bereits im Verein.
Im Basketball ist die Abteilung der LUGI (Lunds Universitets Gymnastik och Idrottsförening) und der Eos Lund IK zu nennen, Letzterer spielt in der zweiten Liga. Seit 1979 finden jährlich die Lundaspelen statt, ein von Eos Lund veranstaltetes Basketballturnier mit etwa 300 teilnehmenden Mannschaften. Die Innebandymannschaft der LUGI spielt in der vierten schwedischen Liga.
Wichtigste Sportstätten sind die allgemeine Sporthalle (Lunds Idrottshall), die Färs och Frosta Sparbank Arena, das Ballhaus (Bollhuset) in dem Ballsportarten zu Hause sind, die Eos-Halle, sowie das Victoriastadion und der Sportplatz (Centrala idrottsplatsen).